# 诺埃尔·范滕德
诺埃尔·范滕德（荷蘭語：Noël van 't End，1991年6月15日—），生于豪滕，荷兰男子柔道运动员，2019年世界柔道锦标赛男子90公斤级金牌得主、2023年世界柔道锦标赛混合团体铜牌得主。